# Principe-prevosto
Principe prevosto (in tedesco: Fürstpropst) è un titolo ecclesiastico riferito ad un prelato locale che detiene anche il titolo di principe secolare all'interno del Sacro Romano Impero, potendo vantare anche il diritto di seggio e di voto al Reichstag.
All'interno del Sacro Romano Impero erano presenti alcuni principi-prevosti, che avendo anche la sovranità territoriale venivano riconosciuti come stati sovrani, con diritto di voto alle diete provinciali e a quella imperiale:
- Prepositura di Fulda: primo principe-abate dell'impero, aveva il 53º posto nell'ordine di voto della Dieta imperiale del Reichstag; dal 1752 fu elevato a principe-vescovo
- Prepositura di Kempten: secondo principe-abate dell'impero, godeva del 55º posto nell'ordine di voto della Dieta
- Prepositura di Ellwangen: terzo principe-abate, aveva il 57° voto alla Dieta imperiale
- Prepositura di Berchtesgaden: aveva il 61° voto alla Dieta
- Prepositura di Weißenburg: in unione personale con il principe-vescovo di Spira, aveva il 63° voto alla Dieta
- Prepositura di Prüm: in unione personale con il principe-arcivescovo elettore di Treviri, aveva il 65° voto alla Dieta
- Prepositura di Stavelot e Malmedy: il principe-abate aveva il 67° voto
- Prepositura di Corvey: il principe-abate aveva il 69° voto.

Vi erano poi sempre in ambito imperiale molte altre prevosture che pur essendo riconosciute come principati ecclesiastici non avevano il voto alla dieta. Tra queste si ricordano quelle di:
- S. Gerold in Austria
- S. Servatius|Servaas a Maastricht
- Käppel
- Grüssau in Slesia
- Wimpfen in Svevia

ed ancora: Cappenberg, Wettenhausen,S. Johannesberg, Odenheim.